# 明初淮西二十四将
明初淮西二十四将或称淮西二十四将，是元朝末年最早追随朱元璋打天下的二十四位军事将领。

## 背景
至正十一年（1351年），韩山童、刘福通揭竿起义，号称红巾军，推韩山童为明王，各地反元势力纷纷响应。第二年朱元璋接收儿时伙伴汤和的来信，参加红巾军起义，加入濠州的郭子兴的义军当中。但是濠州城中义军的派系众多，矛盾重重。朱元璋见这些人以后难以成大事，所以在至正十四年（1354年）正月初一，朱元璋离开濠州，南略定远，从自己招募的新兵中挑选了心腹徐达、汤和等二十四人离开濠州了，这些人就是最早追随朱元璋打天下的将领。

## 名单
- 徐达
- 汤和
- 吴良
- 吴祯
- 花云
- 陈德
- 顾时
- 费聚
- 耿再成
- 耿炳文
- 唐胜宗
- 陆仲亨
- 华云龙
- 郑遇春
- 郭兴
- 郭英
- 胡海
- 张龙
- 陈桓
- 谢成
- 李新
- 张赫
- 张铨
- 周德兴

## 争议
后世对二十四将提出质疑，常遇春屡立军功，也比郑遇春知名，为何关于这些将领当中为是郑遇春而不是常遇春。有人指出常遇春归附朱元璋时间是至正十五年（1355年）。可淮西二十四名将是至正十四年（1354年）朱元璋单独打天下时候开始带走的将领，所以不是常遇春，而是郑遇春。